# NK Ivančica
Nogometni klub Ivančica byl chorvatský fotbalový klub sídlící ve městě Ivanec. Klub byl založen roku 1934. Hřištěm klubu byl stadion s názvem Gradski stadion Ivanec s kapacitou 1 500 diváků. Klub zanikl po 79 letech existence v roce 2013.